# Campo Miramontes
Miramontes es uno de los campos que forman la población de Tía Juana en el estado Zulia, Venezuela.

## Ubicación
Se encuentra entre la Av Intercomunal al este,  Campo Verde al oeste, la entrada de Tía Juana al sur y un canal de desagüe al norte.

## Zona Residencial
Campo Miramontes, está compuesto por casas de 2 plantas de modelo idéntico a las de Campo Hollywood en Cabimas, fue construido por las compañías petroleras como residencias para sus trabajadores actualmente es administrado por PDVSA. La entrada al campo es una "Y" que sale de la entrada al área industrial de Tía Juana y que lleva a Miramontes a la derecha y a Campo Verde a la izquierda, en Miramontes se encuentra el Club Batalla de Santa Inés (Antiguo Tía Juana Country Club) y el tanque de Tía Juana, uno de los íconos de la población.

## Sitios de Referencia
- Tanque de Tía Juana. Tanque similar a los tanques de INOS de Cabimas e igual en desuso, es más un punto de referencia.

- Club Social y Deportivo Batalla de Santa Inés. Entrada al campo Miramontes.